# Beatty (Nevada)
Beatty (IPA: beɪdɪ) ist eine kleine Gemeinde im Nordwesten von Nye County im US-Bundesstaat Nevada. Das U.S. Census Bureau hat bei der Volkszählung 2020 eine Einwohnerzahl von 880 ermittelt. Beatty liegt am Amargosa River.
Die Gemeinde wurde nach Montillus Beatty benannt, einem Siedler, dem in der Gegend eine Ranch gehörte. Aus dieser entwickelte sich nach 1890 eine Haltestation für Reisende von Las Vegas nach Goldfield und schließlich die kleine Gemeinde Beatty. 1905 wurde Beatty mit der damaligen Goldgräberstadt Rhyolite durch eine Eisenbahnlinie verbunden – sie existiert heute nicht mehr –, da der Ort mittlerweile eine Nachschubbasis für Rhyolites Goldminen geworden war.
Beatty ist bevorzugter Logierplatz für Testingenieure großer deutscher Automobilfirmen, die im angrenzenden Death-Valley-Nationalpark mit sogenannten „Erlkönigen“ in Dauerbelastungsfahrten ihre Fahrzeug-Prototypen testen.

## Geographie

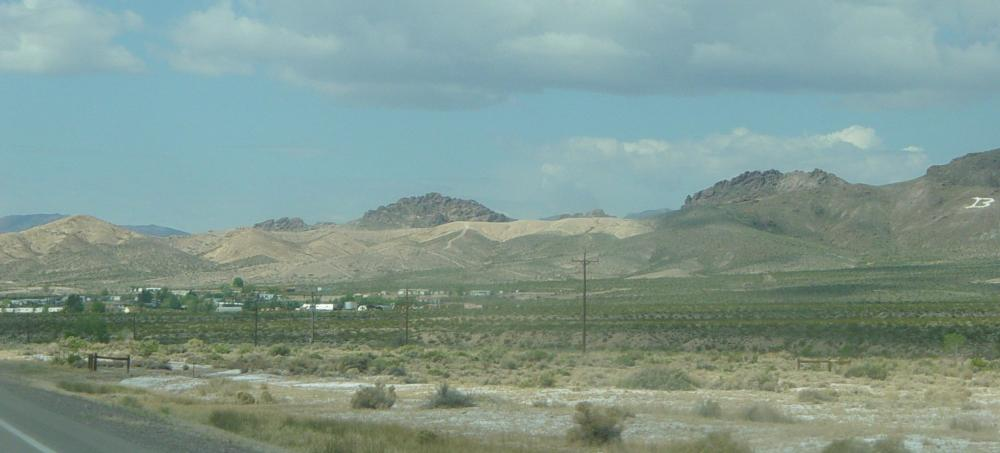
Beatty

Beatty liegt 3320 Fuß (1012 Meter) über dem Meeresspiegel. Nach Angaben des United States Census Bureau hat der Ort eine Fläche von 454,9 km², alles davon ist Land.

## Demographie
Beim United States Census 2000 wurden in Beatty 1154 Einwohner in 535 Haushalten und 270 Familien gezählt. Die Bevölkerungsdichte betrug 2,5 Einwohner/km². Die Zahl der Wohneinheiten war 740, das entspricht einer Dichte von 1,6 Wohnungen/km².
Die Einwohner von Beatty bestanden im Jahre 2000 zu 90,90 % aus Weißen, 0,09 % African American, 1,47 % Native American, 1,21 % Asiaten, 1,21 % stammten von anderen Rassen und 3,21 % von zwei oder mehr Rassen ab. 8,93 % der Bevölkerung, erklärten sich beim Census als Hispano oder Latino.
In 26,9 % der Haushalte lebten Kinder unter 18 Jahren und in 39,8 % der Haushalte lebten verheiratete Paare zusammen, 6,9 % der Haushalte hatten einen weiblichen Haushaltsvorstand ohne anwesenden Ehemann und 49,5 % der Haushalte bildeten keine Familien. 43,4 % aller Haushalte bestanden aus Einzelpersonen und in 15,0 % war jemand im Alter von 65 Jahren oder älter alleinlebend. Die durchschnittliche Haushaltsgröße war 2,16 Personen und die durchschnittliche Familie bestand aus 3,04 Personen.
Von der Einwohnerschaft waren 26,1 % unter 18 Jahre alt, 5,6 % entfielen auf die Altersgruppe von 18 bis 24 Jahre, 24,7 % waren zwischen 25 und 44 Jahre alt und 29,5 % zwischen 45 und 64 Jahre. 14,0 % waren 65 Jahre alt oder älter. Das Durchschnittsalter war 40 Jahre. Auf jeweils 100 Frauen entfielen 119,4 Männer; bei den über 18-Jährigen entfielen auf 100 Frauen jeweils 121,6 Männer.
Das Durchschnittseinkommen pro Haushalt betrug 41.250 US-$ und das mittlere Familieneinkommen war 52.639 US-$. Die Männer verfügten durchschnittlich über ein Einkommen von 44.438 US-$, gegenüber 25.962 US-$ für Frauen. Das Pro-Kopf-Einkommen belief sich auf 16.971 US-$. Etwa 10,4 % der Familien und 13,4 % der Bevölkerung lebten unterhalb der Armutsgrenze; dies betraf 7,1 % derer unter 18 Jahren und 19,6 % der Altersgruppe 65 Jahre oder älter.